# Dixon of Dock Green
Dixon of Dock Green è una serie televisiva britannica in 430 episodi trasmessi per la prima volta nel corso di 22 stagioni dal 1955 al 1976.
È una serie incentrata sulle attività di una stazione di polizia immaginaria nell'East End di Londra e segue agenti e detective impegnati in compiti di routine e nella risoluzione di crimini di basso livello.
Il personaggio principale è il constable George Dixon, interpretato da Jack Warner, un vecchio "bobby" (poliziotto) in classico stile britannico. Il personaggio era già apparso in un film britannico del 1950, I giovani uccidono (The Blue Lamp), in cui viene ucciso da un criminale di nome Tom Riley (Dirk Bogarde). Tuttavia, si decise di "resuscitare" il personaggio per una serie televisiva, scritta da Ted Willis.

## Personaggi e interpreti

### Personaggi principali
- George Dixon (432 episodi, 1955-1976), interpretato da Jack Warner.
- Detective Andy Crawford (424 episodi, 1955-1975), interpretato da Peter Byrne.
- Detective Lauderdale (298 episodi, 1958-1972), interpretato da Geoffrey Adams.
- Sergente Flint (253 episodi, 1955-1965), interpretato da Arthur Rigby.
- Mary Crawford (213 episodi, 1956-1969), interpretato da Jeanette Hutchinson.
- Sergente Wills (206 episodi, 1960-1976), interpretato da Nicholas Donnelly.
- WP Sergente Grace Millard (142 episodi, 1956-1961), interpretato da Moira Mannion.
- PC Swain (132 episodi, 1964-1971), interpretato da Robert Arnold.

### Personaggi secondari
- Cadet Jamie MacPherson (92 episodi, 1959-1962), interpretato da David Webster.
- PC Hughes (79 episodi, 1958-1974), interpretato da Graham Ashley.
- Detective Ispettore Cherry (56 episodi, 1955-1965), interpretato da Robert Cawdron.
- PC Bob Penney (56 episodi, 1957-1959), interpretato da Anthony Parker.
- WP Sergente Chris Freeman (55 episodi, 1962-1964), interpretato da Anne Ridler.
- WPC Kay Shaw (54 episodi, 1959-1971), interpretato da Jocelyn Rhodes.
- PC Jones (50 episodi, 1962-1964), interpretato da John Hughes.
- WPC Shirley Palmer (50 episodi, 1963-1966), interpretato da Anne Carroll.
- PC Burton (44 episodi, 1964-1976), interpretato da Peter Thornton.
- Jennie Wren (43 episodi, 1955-1965), interpretato da Hilda Fenemore.
- PC Newton (42 episodi, 1970-1972), interpretato da Michael Osborne.
- WPC Alex Johns (39 episodi, 1962-1964), interpretato da Jan Miller.
- Detective Pearson (38 episodi, 1966-1975), interpretato da Joe Dunlop.
- Sergente Cooper (33 episodi, 1964-1968), interpretato da Duncan Lamont.
- PC Tubb Barrell (32 episodi, 1955-1963), interpretato da Neil Wilson.
- Nancy Murphy (31 episodi, 1955-1963), interpretato da Dorothy Casey.
- Cadet Michael Bonnet (30 episodi, 1961-1964), interpretato da Paul Elliott.
- Detective Sergente Mike Brewer (29 episodi, 1974-1975), interpretato da Gregory de Polnay.
- WPC Betty Williams (29 episodi, 1964-1975), interpretato da Jean Dallas.
- PC Bryant (26 episodi, 1964-1966), interpretato da Ronald Bridges.
- PC Clyde (25 episodi, 1962-1963), interpretato da Christopher Gilmore.
- Miss Lucas (25 episodi, 1963-1974), interpretato da Jeanne Mockford.
- Detective Con. Jack Cotton (24 episodi, 1961-1962), interpretato da Michael Nightingale.
- Mary Crawford (23 episodi, 1964-1966), interpretato da Anna Dawson.
- PC Roberts (23 episodi, 1964-1965), interpretato da Geoffrey Kenion.
- PC Bush (22 episodi, 1958-1962), interpretato da Max Latimer.
- WPC Liz Harris (20 episodi, 1964-1965), interpretato da Zeph Gladstone.
- PC Turner (20 episodi, 1967-1975), interpretato da Andy Bradford.

## Produzione
La serie, ideata da Ted Willis e Jan Reid, fu prodotta  per la British Broadcasting Corporation e girata nei Riverside Studios  a Londra.

### Produttori
- Douglas Moodie in 191 episodi (1955-1963)
- Ronald Marsh in 136 episodi (1963-1968)
- Joe Waters in 86 episodi (1969-1976)
- G.B. Lupino in 6 episodi (1963)
- Eric Fawcett in 5 episodi (1969)
- Philip Barker in 4 episodi (1969)
- Robin Nash in 4 episodi (1969)

### Registi
Tra i registi sono accreditati:
- Douglas Moodie in 170 episodi (1955-1963)
- Vere Lorrimer in 61 episodi (1964-1976)
- David Askey in 49 episodi (1963-1968)
- Robin Nash in 46 episodi (1962-1972)
- Joe Waters in 28 episodi (1969-1976)
- Michael Goodwin in 21 episodi (1961-1963)
- Eric Fawcett in 16 episodi (1966-1971)
- Mary Ridge in 12 episodi (1972-1975)
- Douglas Argent in 11 episodi (1967-1968)
- Philip Barker in 4 episodi (1969)
- Ian Wyatt in 4 episodi (1974)
- Michael E. Briant in 4 episodi (1975-1976)
- Ronald Marsh in 3 episodi (1964-1965)
- G.B. Lupino in 3 episodi (1965)

### Sceneggiatori
Tra gli sceneggiatori sono accreditati:
- Ted Willis in 208 episodi (1955-1976)
- N.J. Crisp in 66 episodi (1964-1975)
- Gerald Kelsey in 43 episodi (1963-1976)
- Eric Paice in 42 episodi (1963-1974)
- David Ellis in 25 episodi (1963-1971)
- Derek Ingrey in 19 episodi (1972-1976)
- Kenneth Clark in 6 episodi (1971-1976)
- Derek Benfield in 4 episodi (1966-1969)
- Rex Edwards in 2 episodi (1956)
- Arthur Swinson in 2 episodi (1963)

## Distribuzione
La serie fu trasmessa nel Regno Unito dal 9 luglio 1955 al 1º maggio 1976 sulla rete televisiva BBC One.

## Episodi
| Stagione                  | Episodi | Prima TV Regno Unito              |
| ------------------------- | ------- | --------------------------------- |
| Prima stagione            | 6       | 1955                              |
| Seconda stagione          | 13      | 1956                              |
| Terza stagione            | 12      | 1957                              |
| Quarta stagione           | 39      | 1957-1958                         |
| Quinta stagione           | 27      | 1958-1959                         |
| Sesta stagione            | 30      | 1959-1960                         |
| Settima stagione          | 30      | 1960-1961                         |
| Ottava stagione           | 26      | 1961-1962                         |
| Nona stagione             | 28      | 1962-1963                         |
| Decima stagione           | 27      | 1963-1964                         |
| Undicesima stagione       | 26      | 1964-1965                         |
| Dodicesima stagione       | 31      | 1965-1966                         |
| Tredicesima stagione      | 13      | 1966                              |
| Quattordicesima stagione  | 20      | 1967-1968                         |
| Quindicesima stagione     | 16      | 1968                              |
| Sedicesima stagione       | 17      | 1969                              |
| Diciassettesima stagione  | 17      | 1970-1971                         |
| Diciottesima stagione     | 13      | 1971-1972                         |
| Diciannovesima stagione   | 14      | 1972                              |
| Ventesima stagione        | 17      | 1973-1974                         |
| Ventunesima stagione      | 13      | 1975                              |
| Ventiduesima stagione     | 8       | 1976                              |
| Episodi speciali natalizi | 2       | 25 dicembre 1962 25 dicembre 1963 |